# Malvada (banda)
Malvada é uma banda de rock brasileira criada em 2020, formada somente por mulheres. Sua formação atual conta com Indira Castilho (vocais), Bruna Tsuruda (guitarra), Rafaela Reoli (baixo) e Juliana Salgado (bateria).
Com mais de 150 shows feitos, a banda já se apresentou em diversas casas e festivais do país, incluindo o Rock in Rio 2022 e Best Of Blues.
Em 2024, foram indicadas pelo projeto Future of Music da revista Rolling Stone Brasil.

## História
No final de 2020, Angel Sberse, a vocalista da banda, participa do programa The Voice Brasil, da TV Globo.
Em janeiro de 2021, lançam o single “Mais um Gole” em todas as plataformas digitais, além do videoclipe no YouTube. Em junho, sai o novo single “Cada Escolha uma Renúncia” nas plataformas digitais e lyric vídeo no YouTube.
Intitulado A Noite Vai Ferver, o primeiro disco da Malvada com 9 faixas foi lançado no dia 5 agosto de 2021 pela gravadora Shinigami Records com distribuição em todo o território brasileiro, além de estar disponível em todas as plataformas digitais. O videoclipe da música título do álbum foi lançado na mesma semana.
Em maio de 2022, a vocalista Angel Sberse participa do programa Canta Comigo, da TV Record.
Em 3 de setembro de 2022, tocam no palco Rock District do Rock In Rio.
Ainda em setembro, lançam o single e videoclipe da música “Perfeito Imperfeito”. Em março de 2023, lançam o clipe da versão acústica da mesma música.
Em junho de 2023, a banda se apresenta no festival Best of Blues and Rock, em São Paulo, no mesmo palco de Extreme e Tom Morello.
Ainda em junho, a cantora e compositora Indira Castillo assume os vocais do grupo.
Em outubro de 2023, a baixista Ma Langer deixa a banda por motivos pessoais e Rafaela Reoli, ex-baixista da banda Black Velvet, assume a função.
Em novembro do mesmo ano, são contratadas pela gravadora europeia Frontiers Records.
Em dezembro de 2023, se apresentam no festival Matanza Ritual Fest, ao lado das bandas Matanza Ritual, Crypta e Black Pantera.
Em 8 de março de 2024, Dia Internacional da Mulher, lançam uma versão rock’n’roll do clássico de Belchior interpretado por Elis Regina, “Velha Roupa Colorida”, com a participação da cantora Cyz Mendes, vocalista da banda Plutão Já foi Planeta.
Em abril de 2024, lançam “Veneno”, primeiro single do segundo álbum da banda.

## Integrantes

### Atuais
- Indira Castilho (vocais) (2023 - atualmente)
- Bruna Tsuruda (guitarra) (2020 - atualmente)
- Rafaela Reoli (baixo) (2023 - atualmente)
- Juliana Salgado (bateria) (2020 - atualmente)

### Ex-Integrantes
- Angel Sberse (vocais) (2020 - 2023)
- Ma Langer (baixo) (2020 - 2023)

## Discografia
- A Noite Vai Ferver (2021)